# Le tre "eccetera" del colonnello
Le tre "eccetera" del colonnello è un film del 1960 diretto da Claude Boissol.